# Lagariça
Lagariça és una vila a l'oest de l'illa de Fogo a l'arxipèlag de Cap Verd. Està situada 6 kilòmetres al nord-est de São Filipe.